# Wild Bill (film, 1995)
Pour les articles homonymes, voir Wild Bill.
Pour plus de détails, voir Fiche technique et Distribution.
Wild Bill est un film américain réalisé par Walter Hill et sorti en 1995. Il s'agit d'un western biographique racontant une partie de la vie de Wild Bill Hickok, figure légendaire de l'Ouest américain. Le scénario est basé sur la pièce de théâtre Fathers and Sons de Thomas Babe et sur le roman Deadwood de Pete Dexter.
Le film est un échec commercial et reçoit à sa sortie des critiques mitigées.

## Synopsis

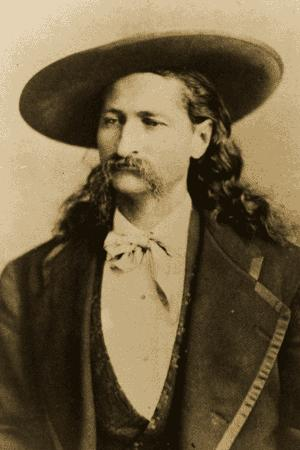
Photo de Wild Bill Hickok

En 1876 à Deadwood, Calamity Jane et Charley Prince assistent — comme de nombreuses autres personnes — aux funérailles du légendaire James Butler Hickok alias Wild Bill. Charley Prince raconte son histoire.
Quelque temps plus tôt, Wild Bill se promène à cheval avec son ami California Joe Milner (en) et tombe sur un Indien en deuil. Ce dernier attaque Wild Bill qui riposte et le tue. En 1867, dans le Nebraska, Wilb Bill tue à nouveau plusieurs hommes qui l'avaient provoqué dans un saloon. En 1970, à Hays City, il est désormais US Marshal et affronte à nouveau des hommes dans un saloon.
L'année suivante à Abilene où éclate une émeute, Wild Bill tente de faire régner l'ordre avec une main de fer. Il tire accidentellement sur l'un de ses adjoints, Mike Williams. Cela le marque profondément. Il quitte alors la région pour tenter de faire carrière au Bowery Theatre (en) à New York dans le Wild West Show de Buffalo Bill. Mais il n'est pas très doué pour le monde du spectacle. En 1875, à Kansas City dans le Missouri, un docteur lui diagnostique un  Glaucome et l'informe qu'il sera peu à peu aveugle.
En 1876, à Cheyenne, alors qu'il joue aux cartes avec son nouvel ami Charley Prince, Wild Bill est provoqué dans un duel par un homme en chaise roulante, Will Plummer. Ce dernier veut se venger de Wild Bill qui avait tué son frère dans un précédent duel. En août, Wild Bill et Charley se rendent dans une ville en plein essor, Deadwood, dans le Dakota du Sud. La ville est un lieu de débauche rempli de criminels. Wild Bill y retrouve une vielle connaissance, Martha Jane Canary, surnommée Calamity Jane. Il croise aussi la route de Jack McCall, qui le menace d'entrée de jeu. Wild Bill, qui souffre de plus en plus des yeux, se lasse de sa légende et de toutes les histoires héroïques que l'on raconte sur lui. Il se réfugie dans l'opium pour oublier certains de ses méfaits et ressasse sa liaison passée avec Susannah Moore, la mère de McCall. De son côté, ce dernier s'associe avec un dénommé Donnie Lonigan, qui en veut aussi à Wild Bill. Fortement affaibli, Wild Bill finit par affronter ses détracteurs. McCall finit par lui tirer dessus au saloon. Wild Bill meurt à l'âge de 39 ans. McCall est pendu l'année suivante.

## Fiche technique
Sauf indication contraire, les informations mentionnées dans cette section peuvent être confirmées par la base de données cinématographiques IMDb,  présente dans la section « Liens externes ».
- Titre original et français : Wild Bill
- Réalisation : Walter Hill
- Scénario : Walter Hill, d'après la pièce de théâtre Fathers and Sons de Thomas Babe et le roman Deadwood de Pete Dexter
- Musique : Van Dyke Parks
- Direction artistique : Dan Olexiewicz
- Photographie : Lloyd Ahern II
- Montage : Freeman A. Davies
- Décors : Joseph C. Nemec III
- Costumes : Dan Moore
- Production : Lili Fini Zanuck et Richard D. Zanuck
  - Coproduction : Gary Daigler
- Sociétés de production : United Artists et The Zanuck Company
- Distribution : United Artists (États-Unis)
- Budget de production : 30 millions de dollars[1]
- Pays de production :  États-Unis
- Genre : western biographique
- Langues originales : anglais, sioux et cantonais
- Budget : 30 millions de dollars[2]
- Durée : 115 minutes[1]
- Format : Couleur et noir et blanc - 1,85:1[3]
- Dates de sortie :
  - États-Unis : 1er décembre 1995
  - France : 26 mars 1997 (sortie province)[4], 20 mars 2001 (DVD[5])
- Classification :
  - États-Unis : R[1]

## Distribution
- Jeff Bridges (VF : Patrick Messe) : James Butler « Wild Bill » Hickok
- Ellen Barkin (VF : Marie Vincent) : Calamity Jane
- John Hurt (VF : Jean-Pierre Moulin) : Charley Prince (en partie inspiré de Charlie Utter)
- Diane Lane (VF : Sophie Deschaumes) : Susannah Moore
- Keith Carradine (VF : Michel Barbey) : William Frederick « Buffalo Bill » Cody
- David Arquette (VF : David Krüger) : Jack McCall
- Christina Applegate (VF : Dominique Chauby) : Lurline Newcomb
- Bruce Dern (VF : Joseph Falcucci) : Will Plummer
- James Gammon (VF : Benoît Allemane) : « California Joe » Milner
- Marjoe Gortner : le prêcheur
- James Remar : Donnie Lonigan
- Steve Reevis : le chef Sioux
- Robert Knott (VF : Mario Santini) : Dave Tutt
- Lee de Broux (en) : Carl Mann
- John Dennis Johnston : Ed Plummer
- Janel Moloney : Earlene
- Ted Markland : Tommy Drum
- Luana Anders : la femme au sanatorium
- Linda Harrison : Madam
- Peter Jason : Dave McCandless
- Michael Papajohn : un joueur de cartes

## Production

### Genèse et développement
Walter Hill découvre la pièce Fathers and Sons de Thomas Babe à Los Angeles en 1980 et a dès lors l'idée de faire un film sur Wild Bill Hickok. Le cinéaste met une option sur les droits d'adaptation cinématographique. Ned Wynn écrit un script.
Pendant ce temps, le couple de producteurs Richard et Lili Zanuck achètent les droits du roman Deadwood de Pete Dexter. Ce dernier est embauché pour écrire le scénario, provisoirement intitulé Rush. Les Zanuck se sont déclarés intéressés par le projet car il explorait la nature de la célébrité dans un contexte occidental. Lili Zanuck déclare alors « Des personnages comme Wild Bill étaient comme des rock stars. Ils avaient du sex-appeal ». Le scénario de Pete Dexter est envoyé à plusieurs cinéastes comme Barry Levinson et Sydney Pollack, avant de parvenir à Walter Hill. Richard D. Zanuck déclare à son propos « C'est un réalisateur courageux. C'est un réalisateur plutôt masculin, et il a une grande connaissance de l'Occident, de tout le folklore et de tous les héros. »
Walter Hill écrit ensuite son propre scénario, en se basant sur la pièce de théâtre de Thomas Babe, le roman Deadwood et le scénario de Ned Wynn. Il explique avoir pris les détails de la ville dans le roman, alors que la relation entre McCall et Hickok vient principalement de la pièce. Le roman de Dexter lui sert beaucoup pour l'atmosphère de la ville alors que la pièce l'aide pour le troisième acte. Réputé pour être un véritable maniaque de la reconstitution historique, Walter Hill s'est assuré personnellement que Wild Bill soit le plus fidèle possible à la vérité historique. Il s'agit par ailleurs de son 3e western après Le Gang des frères James (1980) et Geronimo (1993).
Les Zanuck et Walter Hill présentent ensuite le script John Calley, alors président de United Artists. Le film est officiellement validé en janvier 1994. Lloyd Bridges, père de Jeff, avait lui aussi incarné Wild Bill en 1964 dans un épisode de la série anthologique The Great Adventure.

### Attribution des rôles
Jeff Bridges et Ellen Barkin signent pour les rôles principaux en 1994. Lloyd Bridges, père de Jeff, avait lui aussi incarné Wild Bill en 1964 dans un épisode de la série anthologique The Great Adventure.
Walter Hill retrouve certains de ses acteurs fétiches comme James Remar et Peter Jason.
Adam Scott a auditionné pour un rôle. Le film marque par ailleurs la dernière apparition au cinéma de Marjoe Gortner.

### Tournage
Le tournage a lieu d'octobre 1994 à février 1995. Il se déroule en Californie, notamment à Santa Clarita, dans la forêt nationale d'Angeles, au Big Sky Movie Ranch (dans la Simi Valley), dans les Warner Bros. Studios de Burbank, au Melody Ranch de Newhall, dans les Universal Studios d'Universal City ainsi que dans le State Theatre à Los Angeles.

## Sortie et accueil

### Critique
Le film reçoit à sa sortie des critiques plutôt mitigées. Roger Ebert du Chicago Sun-Times le note de 2 sur 4. Il critique notamment le rythme et l'intrigue. Le célèbre journaliste reconnait cependant l'ambition du film, visant « l'élégie » et la « poésie » dans son acte final, mais le décrit comme imparfait en écrivant notamment « Nous pouvons voir où il va, même s'il n'y arrive pas. »
Desson Howe écrit une critique négative dans The Washington Post et pointe notamment du doigt le jeu des acteurs.
Dans une critique positive, Bruce Fretts de Entertainment Weekly écrit que le film « réussit en tant qu'étude du personnage d'un homme dont le code de justice idiosyncratique finit par le rattraper » et plébiscite la performance de Jeff Bridges, essentielle au succès du film. La critique de Variety est plutôt positive, notamment envers Jeff Bridges même s'il est précisé que le film « s'arrête presque dans la dernière ligne droite. »
Sur le site d'agrégation de critiques Rotten Tomatoes, le film obtient 46% d'avis favorables, pour 28 critiques et une note moyenne de 5,6⁄10. Le consensus suivant résumé les avis collectés : « Rempli de talent des deux côtés de la caméra, Wild Bill se tire une balle dans le pied avec une version étonnamment confuse de l'histoire du héros populaire. » Sur le site Metacritic, qui utilise une moyenne pondérée, le film obtient la note de 51⁄100 pour 24 critiques.

### Box-office
Le film rapporte 2 193 982 $ aux États-Unis, pour 775 salles. C'est un échec commercial au vu de son budget estimé à 30 millions de dollars. Il n'est pas sorti dans les salles françaises.

## Distinctions
Le film obtient deux nominations aux National Society of Film Critics Awards 1996 : meilleur acteur pour Jeff Bridges et meilleur réalisateur pour Walter Hill. Jeff Bridges a également été nommé aux New York Film Critics Circle Awards 1995.

## Commentaires
Wild Bill faire partie des films qui reviennent au genre du western, qui revient à la mode dans les années 1990. Si certains ont été des succès critiques et commerciaux (comme Danse avec les loups et Impitoyable), d'autres comme Wyatt Earp et Geronimo — autre film de Walter Hill — sont des échecs. Le producteur Richard D. Zanuck avait déclaré au moment du film : « Si vous faites un bon film et que vous avez une histoire captivante à raconter, ça va marcher. Je ne crois pas qu'un genre puisse mourir. Il faut juste qu'il soit nourri avec un bon produit. »
Walter Hill « reviendra » à Deadwood en réalisant le premier épisode de la série du même nom, diffusée sur HBO. Keith Carradine, qui incarne ici Buffalo Bill dans une scène, y jouera Wild Bill.